# Camillo Astalli
Camillo Astalli (21 de outubro de 1616 - 21 de dezembro de 1663) foi um cardeal católico italiano e cardeal-sobrinho do Papa Inocêncio X.

## Biografia
Pouco se sabe da vida de Astalli antes de chegar a Roma. Seu irmão, um marquês, se casou com a sobrinha de sua posterior rival pelo poder na corte papal, Olimpia Maidalchini. No entanto, a maioria dos registros se referem a ela como sua prima.
Foi diplomado como advogado consistorial e tornou-se clérigo da Câmara Apostólica com a orientação do mentor vitalício, o cardeal Giovanni Giacomo Panciroli.

### Carreira eclesiástica
Quando foi eleito para o trono papal, primeiramente o Papa Inocêncio X nomeou Camillo Pamphili como seu cardeal-sobrinho. Mas Pamphili renunciou a seu cargo para se casar e foi substituído por Francesco Maidalchini, sobrinho de Donna Olimpia Maidalchini. Quando Maidalchini demonstrou ser um fracasso vergonhoso, Inocêncio procurou os conselhos de seu Cardeal Secretário de Estado, o Cardeal Panciroli que sugeriu Astalli.
Foi assim que Astalli foi elevado a cardeal em 19 de setembro de 1650 pelo Papa, que, simultaneamente, o adotou na família Pamphili (como Camillo Astalli-Pamphili) e nomeou-o cardeal-sobrinho.
Atuou como governador de Fermo e legado papal para o distrito de Avignon em 1650-1653.

### Queda
Em seu afastamento, entretanto, o cardeal Panciroli morreu e Astalli acreditou que sua sorte desapareceria com a morte de seu mentor. Em particular, Donna Olimpia Maidalchini havia vindo a ganhar benevolência de seu cunhado, o Papa. Buscando apoio do exterior, Astalli tomou o rei Filipe IV da Espanha como seu patrono.
Em fevereiro de 1654, sem aviso prévio, o Papa Inocêncio despojou Astalli de seus títulos por supostamente revelar os segredos de Estado a Espanha (planos para invadir o Reino de Nápoles). O crime foi descoberto pelo "espião" de Maidalchini, Decio Azzolino. O Papa privou do título de cardeal-sobrinho e proibiu-o de utilizar o nome de família e o brasão dos Pamphili.
O contemporâneo John Bargrave recordaria mais tarde que durante o funeral do cardeal Panciroli (no Palácio do Quirinal), outros lhe disseram que fora o plano do Papa durante todo o tempo para que Astalli assumisse a responsabilidade por uma série de fracassos e escândalos e, em seguida, fosse removido pouco antes da morte do Papa para assegurar que seu patrimônio fosse herdado por seu cardeal-sobrinho original, Camillo Pamphili.

### Carreira posterior
No entanto, quando Inocêncio X morreu, Astalli ainda era cardeal e participou do conclave de 1655 que elegeu o Papa Alexandre VII. Ele foi mais tarde, ironicamente, nomeado cardeal protetor do Reino de Nápoles.
Em 24 de janeiro de 1661, os cardeais o elegeram para o cargo de Camerlengo do Sagrado Colégio de Cardeais para um mandato anual (até 16 de janeiro de 1662). Em julho de 1661, foi consagrado arcebispo de Catânia. Morreu em Catânia em 21 de dezembro 1663.